# Bembidion platynoides
Bembidion platynoides är en skalbaggsart som beskrevs av Hayward. Bembidion platynoides ingår i släktet Bembidion och familjen jordlöpare. Inga underarter finns listade i Catalogue of Life.